# Савельев, Василий Владимирович

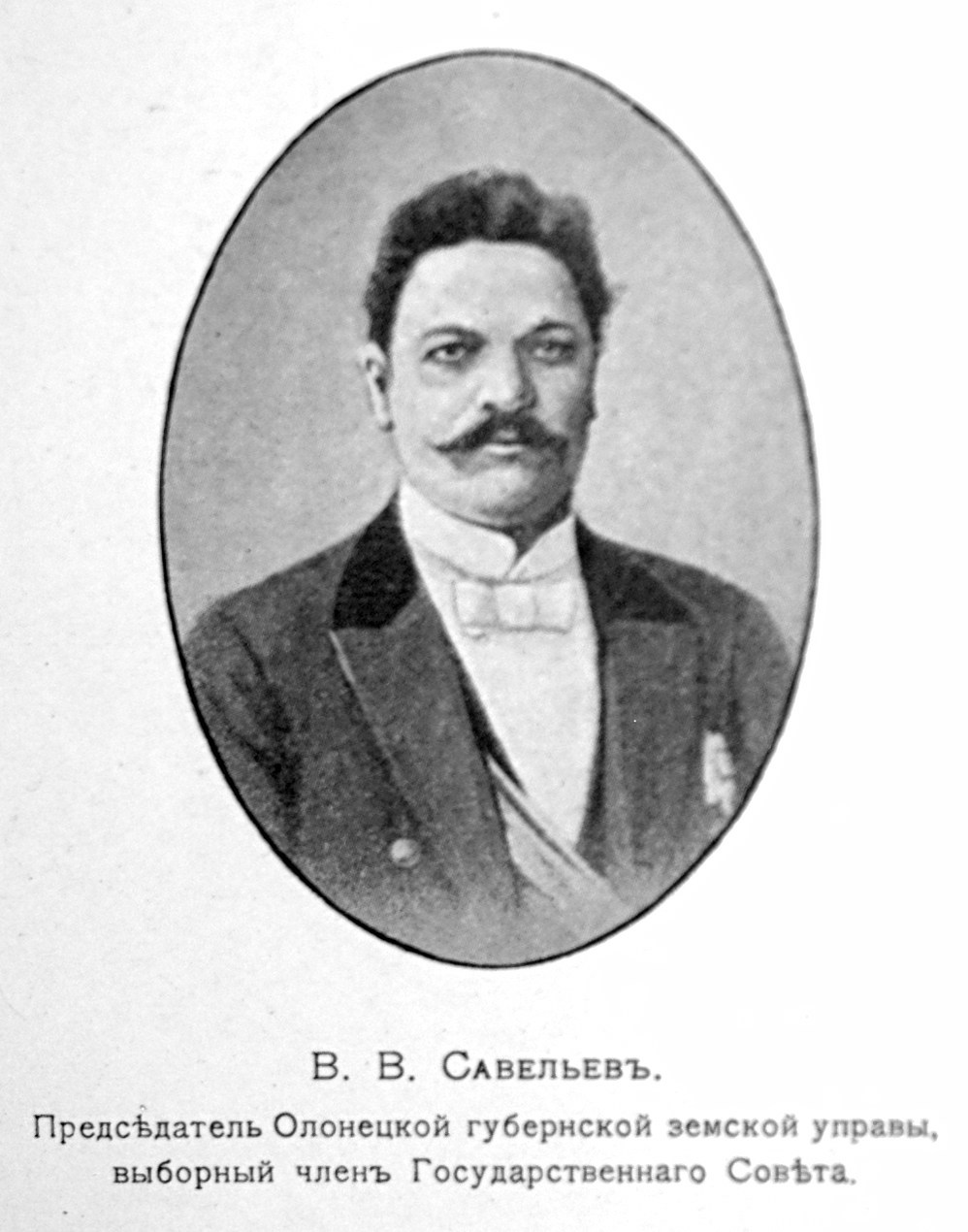

Васи́лий Влади́мирович Саве́льев (1847 — после 1917) — российский общественный и государственный деятель.

## Биография
Родился 4 октября 1847 года. Происходил из потомственных дворян Вязниковсковского уезда Владимирской губернии. Выпускник Московского кадетского корпуса и Юнкерской школы.
В 1869 году перешёл с военной на гражданскую службу, был мировым посредником, председателем съезда мировых посредников, председателем съезда мировых судей Петрозаводского округа.
В 1873—1879 годах неоднократно назначался председателем очередных и чрезвычайных земских собраний Олонецкой губернии. В 1879—1905 годах был председателем Олонецкой губернской управы. С 14 мая 1896 года — действительный статский советник. Им были составлены «Статистические материалы по народному образованию в Олонецкой губернии за время существования земских учреждений (1868—1896)» (Петрозаводск, 1898).
В 1906 году был избран выборщиком в Государственную Думу, избран в члены Государственного Совета от земского собрания Олонецкой губернии; переизбрался в 1909, 1912 и 1915 годах.
В 1880—1893 годах арендовал у казны Тивдийские мраморные ломки, построил небольшой камнеобрабатывающий завод. В 1912 году стал одним из учредителей акционерного общества «Олонецкие железные дороги».
В 1916 году был уполномоченным председателя Особого совещания по продовольственному делу в Олонецкой губернии.
Крёстный отец основателя русской цветной фотографии Сергея Михайловича Прокудина-Горского.
Почётный гражданин города Петрозаводска (1914).